# Tick... tick... tick...

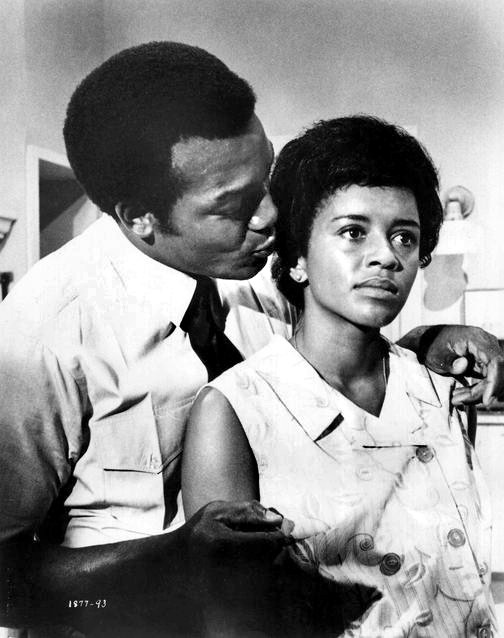
Jim Brown și Janet MacLachlan într-o scenă din film

Tick... tick... tick... (titlul original: în engleză ...tick...tick...tick...) este un film dramatic american, realizat în 1970 de regizorul Ralph Nelson, protagoniști fiind actorii Jim Brown, George Kennedy, Fredric March și Lynn Carlin.
În mod curajos pentru timpul său, filmul îl are pe Jim Brown în rolul unui bărbat afro-american ales în funcția de șerif al unui comitat rural din sudul americii.

## Conținut
Majoritatea locuitorilor orașului californian Colusa sunt negri. Când unul dintre membrii lor, fostul polițist militar Jim Price, a solicitat pentru prima dată funcția de șerif, a primit cele mai multe voturi.
În timp ce vechiul primar Parks adoptă o atitudine neutră, de așteptat, fostul șerif John Little se dovedește nu numai că este un perdant corect, dar după ezitarea inițială este din ce în ce mai deschis succesorului său. Este inevitabil ca atât el, cât și Jim Price să fie în curând ținta provocărilor impertinente ale albilor. Unii negri reacționează, de asemenea, supărați, deoarece sperau la favoritismul noului șerif. 
Încetul cu încetul, întreaga populație din Colusa trebuie să recunoască faptul că Jim Price a fost o afacere bună.
Cu toate acestea, vechile prejudecăți sunt atât de puternice, încât mai întâi este nevoie de un motiv extern pentru a lua în mod deschis partea șerifului. Jimmy are motive de îngrijorare, deoarece totul se complică pentru el când trebuie să aresteze fiul unei personalități, responsabil pentru un grav accident...

## Distribuție
- Jim Brown – Jim Price
- George Kennedy – John Little
- Fredric March – Mayor Jeff Parks
- Lynn Carlin – Julia Little
- Don Stroud – Bengy Springer
- Janet MacLachlan – Mary Price
- Richard Elkins – Bradford Wilkes
- Clifton James – D.J. Rankin
- Bob Random – John Braddock
- Mills Watson – Joe Warren
- Bernie Casey – George Harley
- Anthony James – H.C. Tolbert
- Dub Taylor – Junior
- Ernest Anderson – Homer
- Karl Swenson – Braddock Sr.
- Anne Whitfield – Mrs. Dawes
- Bill Walker – John Sawyer
- Dan Frazer – Ira Jackson
- Renny Rooker – Shoeshine Boy
- Roy Glenn – The Drunk
- George Cisar – Barber
- Paulene Myers – Mrs. Harley
- Dino Washington – Randy Harley
- Calvin Brown – Harrison Harley

## Coloana sonoră
Filmul este presărat de numeroase cântece country, interpretate de Tompall Glaser împreună cu formația The Glaser Brothers :
- „tema din Tick... tick... tick... (Set Yourself Free)”, muzica și textul: Willis Hoover
- „Walk Unashamed”, muzica și textul: Jim Glaser
- „What Does It Take”, muzica și textul: Jim Glaser
- „Woman Woman”, muzica și textul: Jim Glaser și Jimmy Payne
- „Gentle On My Mind”, muzica și textul: John Hartford
- „Why Do You Do Me Like You Do”, muzica și textul: John Hartford
- „California Girl And The Tennessee Square”, muzica și textul: Jack Clement
- „Where Has All The Love Gone”, muzica și textul: Chuck Glaser
- „Home's Where The Hurt Is (My Sweet Love Is Gone)”, muzica și textul: Arthur Owens
- „All That Keeps Ya Goin' ”, muzica și textul: Willis Hoover

## Culise
A fost realizat în și în jurul localității Colusa. Deoarece orășelul nu se afla tocmai în sud, piața centrală a tribunalului a fost remodelată pentru a apărea ca cele aflate în sudul americii. Aceeași sală de judecată a fost folosită și pentru filmările exterioare în clasicul ...Să ucizi o pasăre cântătoare (1962).